# Kurt Jahnke

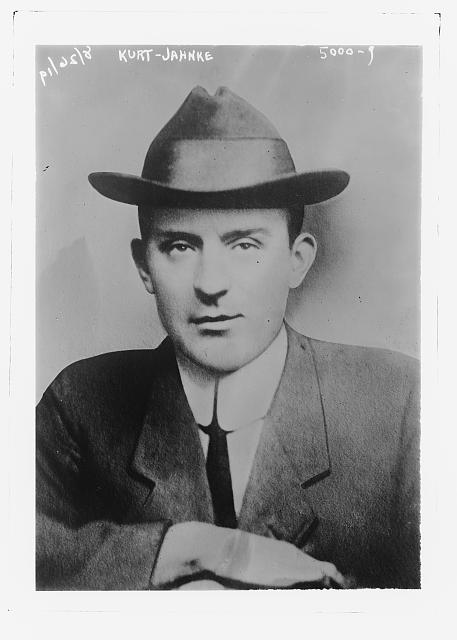
Kurt Jahnke um 1915

Kurt Albert Jahnke, Pseudonyme Kort Boder, Jose Iturber, Kurt Jansen (* 17. Februar 1882 in Gnesen (nach anderen Angaben 1890 in Strychowo), Provinz Posen; † 22. April 1950 in Moskau) war ein deutscher Nachrichtendienstler und vermutlicher britischer und sowjetischer Doppelagent. Er ist nicht zu verwechseln mit dem stellvertretenden Reichspressechef Kurt Jahncke.

## Leben
Jahnke emigrierte 1899 in die Vereinigten Staaten, wo er sich einbürgern ließ. 1909 trat er in Detroit der US-Marine bei, mit der er auf den Philippinen stationiert war. Angeblich soll er zudem für das Detektivbüro Pinkerton, den US-Grenzschutz sowie den Secret Service tätig gewesen sein. Wohl im Zusammenhang mit seiner Tätigkeit beim Grenzschutz war er in den Schmuggel von Opium und Zigaretten involviert. Ein kleines Vermögen verdiente er angeblich mit der Organisation des Transports von in den Vereinigten Staaten verstorbenen Chinesen in luftdichten Zinksärgen in ihre Heimat.
Kurz nach dem Ausbruch des Ersten Weltkriegs wurde Jahnke vom deutschen Generalkonsul Franz Bopp (1862–1929) in San Francisco als Agent rekrutiert. Im Auftrag der deutschen Admiralität führte er als Beauftragter für die Westhälfte der USA während des Krieges verschiedene Spionage- und Sabotageaktionen auf dem Gebiet der Vereinigten Staaten aus, die die Befähigung der USA beeinträchtigen sollten, aus ihrer Position als zunächst neutrale Macht die Entente-Mächte durch Waffen- und sonstige Warenlieferungen zu unterstützen. So organisierte er Sabotageanschläge auf Handels- und Transportschiffe der Briten, wobei er sich insbesondere auf irischstämmige Amerikaner stützte, die aufgrund ihrer Bestrebungen die irische Unabhängigkeit vom Vereinigten Königreich zu beschleunigen, ein besonderes Interesse daran hatten die britischen Kriegsanstrengungen zu unterminieren. Derselben Linie folgend versuchte er Arbeiterunruhen in kriegsrelevanten Industriebetrieben und unter den Hafenarbeitern zu schüren. Letzteres zeigte insbesondere mit dem Hafenarbeiterstreik von 1916 große Erfolge. Besondere Beachtung fand ein von Jahnke organisierter Sprengstoffanschlag auf das Munitionsdepot auf dem Mare Island Naval Shipyard in San Francisco im März 1917. Später wurde er mit der Explosion im Depot von Black Tom Island in Verbindung gebracht.
Nach dem Kriegseintritt der Vereinigten Staaten am 6. April 1917 verlegte Jahnke seine Tätigkeit nach Mexiko-Stadt. Späteren Anhörungen im amerikanischen Senat zufolge soll Jahnke in Mexiko den Plan geschmiedet haben, einen Kriegseintritt Mexikos gegen die Vereinigten Staaten in die Wege zu leiten: Eine vom Deutschen Reich finanzierte mexikanische Armee von 45.000 Mann sollte gegen die Vereinigten Staaten aufmarschieren und auf diese Weise die sozial benachteiligten schwarzen Bevölkerungsteile zum Bürgerkrieg aufstacheln. Auch über seine Beteiligung an der Versenkung der San Diego war spekuliert worden.
Nach Kriegsende kehrte Jahnke 1919 nach Deutschland zurück. In den folgenden Jahren war er in der Schwarzen Reichswehr aktiv für die er als Berater und politischer Chef tätig wurde. Unter anderem organisierte er Sabotageakte im Ruhrgebiet während der französischen Besetzung. Das Angebot der Kapp-Putschisten, Reichsinnenminister zu werden, lehnte er ab.  In den Jahren 1921 und 1923 nahm Jahnke als Vertreter der Schwarzen Reichswehr an Konferenzen bei Ludendorff in München teil, an denen auch Adolf Hitler teilnahm sowie 1923 Max Erwin von Scheubner-Richter, Walter Buchrucker und Walther Stennes. In der Zeit der Weimarer Republik war er an der konspirativen Zusammenarbeit des deutschen und sowjetischen Militärs beteiligt und wurde seitens des britischen Geheimdienstes als Spion der sowjetischen Militärabwehr eingestuft. Von 1924 bis 1930 leitete er den inoffiziellen politisch-diplomatischen Dienst im Auswärtigen Amt.
Ab 1929 baute er unter SA-Obergruppenführer Franz Pfeffer von Salomon einen Nachrichtendienst auf. In den 1930er Jahren unterhielt Jahnke ein nach ihm benanntes privates Nachrichtenbüro (Jahnke Büro), das in der zweiten Hälfte des Jahrzehnts dem Stab von Rudolf Heß angegliedert wurde. Jahnke wurde dort als Stabsdirektor und Berater für Geheimdienstfragen verwendet. Die Berichte des Büros wurden dem Reichskriegsministerium, Hitler, Heß, Lutze und der Gestapo vorgelegt. Seit 1935 war Jahnke im Stab von Heß. Das Auswärtige Amt beendete im Februar 1938 die Zusammenarbeit mit Jahnke, der mittlerweile auch für Wilhelm Canaris arbeitete. Jahnkes engster Mitarbeiter Carl Marcus (1911–1989) war Informant des britischen Geheimdienstes, möglicherweise sogar ein Agent. Beide scheinen um 1937 mit ihrer Zusammenarbeit begonnen zu haben.
Kurz vor Beginn des Zweiten Weltkrieges versuchten Ende August 1939 britische Stellen über Jahnke Sondierungen mit dem NS-Regime bezüglich des befürchteten Angriffs auf Polen zu führen. Während des Überfalls auf Polen leitete er ein Abwehrkommando der Brandenburger und schied 1940 aus der Wehrmacht aus. Am 26. April 1940 wurde das Büro auf Hitlers Veranlassung geschlossen, da die SS ihn für einen britischen Spion hielt. Infolge des Flugs von Heß nach Schottland wurden Jahnkes Akten durch die Gestapo beschlagnahmt und ihm weitere nachrichtendienstliche Aktivitäten untersagt. Der SS-Nachrichtenchef Walter Schellenberg gab in seinen Memoiren an, dass Jahnke in den folgenden Jahren als sein Berater gedient habe. Im Rahmen dieser Tätigkeit nahm er vorübergehend seinen Wohnsitz in der Schweiz. Unter anderem bemühte sich Jahnke im Frühjahr 1942 um die Weitergabe eines japanischen Vermittlungsangebotes bezüglich eines Kompromissfriedens zwischen dem Deutschen Reich und der Sowjetunion. Des Weiteren stellte er den Kontakt zwischen dem in Tokio tätigen Richard Sorge und dem sowjetischen Geheimdienst her.
Nach Deutschland zurückgekehrt zog er sich 1943 nach Pommern auf sein Rittergut Lübrassen in Alt Koprieben bei Bärwalde zurück. Im November 1944 sandte er einen ehemaligen Mitarbeiter zu den britischen Linien zwecks Friedenssondierungen. Im Januar 1945 traf er mit Schellenberg in Berlin zusammen. Schellenberg zufolge habe Jahnke in der Endphase des Krieges auch einen Spionagering in Stalins Generalstab aufgebaut, der im Hauptquartier von Marschall Rokossowski angesiedelt gewesen sei.
Bei Kriegsende wurde Jahnke am 23. März 1945 zusammen mit seiner Frau Johanne-Dorothea durch den sowjetischen Geheimdienst Smersch festgenommen, nach Moskau verbracht und zu seinen Geheimdiensttätigkeiten verhört. Am 22. April 1950 wurde Jahnke durch das Militärkollegium des Obersten Gerichts der UdSSR wegen Vergehen gegen Artikel 58-6 des Strafgesetzbuches der RSFSR (Spionage) zum Tode verurteilt und noch am gleichen Tag hingerichtet. Sein Todesurteil hatte Stalin persönlich bereits am 11. April unterzeichnet. Am 13. August 2002 wurde er in Russland offiziell rehabilitiert.
Optisch wurde Jahnke beschrieben als: A heavy-set, thick-skulled Protestant from Pomerania, with a huge, round, bony face, looking impassively at the world with droopy eyes. But under his gruff stolid exterior throved the spirit of grand adventure (Ein schwerer, dickschädliger Protestant aus Pommern, mit einem großen, runden, knochigen Gesicht, teilnahmslos die Welt betrachtend mit hängenden Augen. Aber unter seinem schroff gleichmütigem Äußeren gedieh der Geist des großen Abenteuers).